# Новая Пандерка
Новая Пандерка — деревня в Кизнерском районе Удмуртской республики. 

## География
Находится в юго-западной части Удмуртии на расстоянии приблизительно 15 км на восток-северо-восток по прямой от районного центра поселка Кизнер. 

## История
Известна с 1926 года как деревня с 9 хозяйствами и 52 жителями (русские), позднее национальный состав деревни заменился удмуртами . До 2021 года входила в состав Саркузского сельского поселения.

## Население
Постоянное население составляло 28 человек в 2002 году (удмурты 100%) , 19 в 2012 .